# Беліу
Беліу (рум. Beliu) — село у повіті Арад в Румунії. Адміністративний центр комуни Беліу.
Село розташоване на відстані 393 км на північний захід від Бухареста, 62 км на північний схід від Арада, 127 км на захід від Клуж-Напоки, 100 км на північний схід від Тімішоари.

## Населення
За даними перепису населення 2002 року у селі проживали 1857 осіб.
Національний склад населення села:
| Національність | Кількість осіб | Відсоток |
| -------------- | -------------- | -------- |
| румуни         | 1727           | 93,0%    |
| цигани         | 67             | 3,6%     |
| угорці         | 59             | 3,2%     |

Рідною мовою назвали:
| Мова      | Кількість осіб | Відсоток |
| --------- | -------------- | -------- |
| румунська | 1793           | 96,6%    |
| угорська  | 62             | 3,3%     |